# Río Huangpu
El río Huangpu (en chino, 黃浦江; pinyin, Huángpǔ jiāng; literalmente, ‘río bahía amarilla’) es un río de China de 113 km de longitud que cruza la ciudad de Shanghái. Es una ramificación del río Yangtsé. 
El río nace en el lago Taihu, de allí sigue al lago Dianshan y pasa por el distrito chino de Huangpu, que lleva su nombre, y desemboca en el mar de China Oriental. Tiene una anchura media de 400 m y profundidad también media de 9 m. La ciudad de Shanghái extrae la mayor parte de su agua potable del Huangpu, por lo que este es fundamental para la ciudad. El Huangpu divide Shanghái en dos regiones: Pudong al este y Puxi al oeste.
Otra ciudad ribereña destacada es Jiaxing.